# Johann Georg Conrad Oberdieck
Johann Georg Conrad Oberdieck (30 août 1794, Wilkenburg – 24 février 1880, Herzberg am Harz) est un ecclésiastique allemand et un pomologue.

## Biographie
De 1812 à 1815, il étudie la théologie à l'université de Göttingen. Tout en poursuivant ses études, il travaille  à la Michaelisschule de Lunebourg. 
Après plusieurs années, il est nommé pasteur à Bardowick puis travaille comme gestionnaire ecclésiastique à Sulingen (à partir de 1831) et à Nienburg/Weser (à partir de 1839). En 1853, il rejoint la communauté de Jeinsen où il exerce comme superintendant
Avec Édouard Lucas, il édite le journal Monatsschrift für Pomologie und praktischen Obstbau ("Mensuel de pomologie et de gestion de plants fruitiers"), appelé ensuite Pomologische Monatshefte. Le prix Oberdieck (Oberdieck-Preis) est une récompense attribuée annuellement par Pomologen-Verein eV et la ville de Naumburg (Hesse) pour les travaux relatifs à la conservation des ressources génétiques en faveur de la culture fruitière.
Les cultivars Oberdieck's taubenapfel (pomme-pigeon Oberdieck) et Oberdieck's reinette (une reinette) portent son nom.

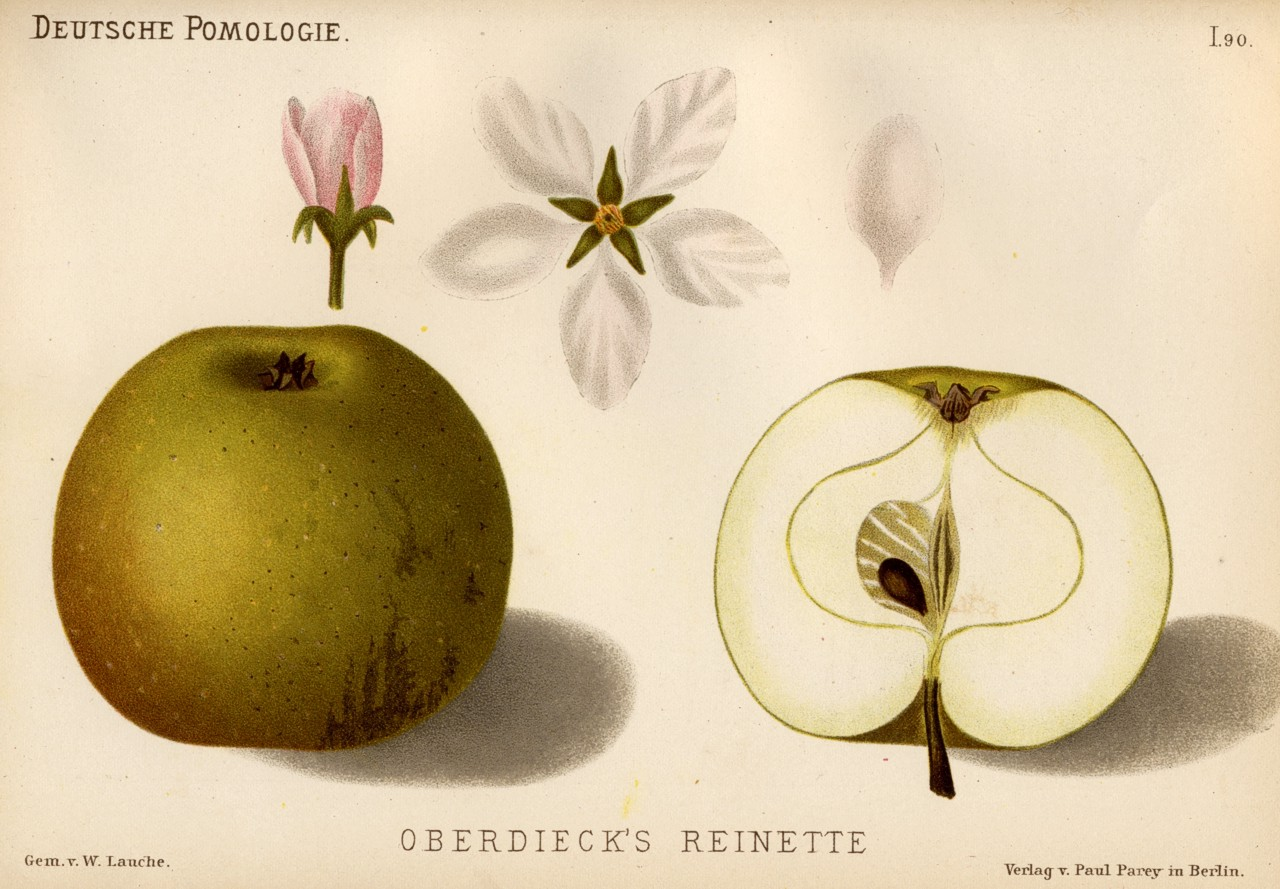
Reinette Oberdieck(1882–83)

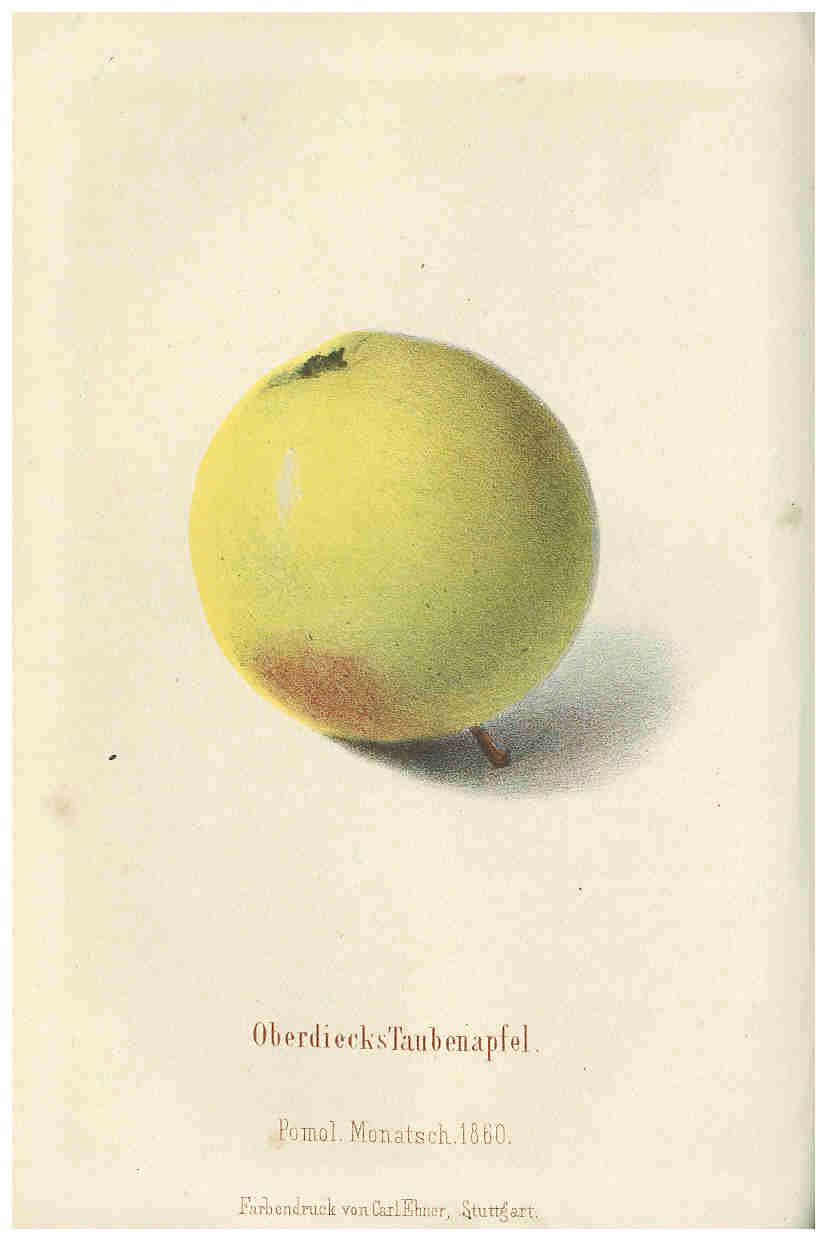
Oberdieck's taubenapfel (1860)

## Sélection de ses travaux
- Anleitung zur Kenntniß und Anpflanzung des besten Obstes für das nördliche Deutschland, 1852 – Instructions pour planter les meilleurs arbres fruitiers en Allemagne du nord.
- Beiträge zur Hebung der Obstcultur (with Eduard Lucas, 1857) – Contributions à la culture fruitière.
- Zusätze und Berichtigungen zu Band I. und IV. des Illustr. Handbuchs der Obstkunde, enthaltend Beschreibungen von Aepfeln, 1868 – Additions et corrections aux volumes I et IV de Illustrated Manual of Pomology, contenant des descriptions de pommes.
- Pomologische Notizen. Nach langjährigen eigenen Erfahrungen zusammengestellt, 1869 – Pomological notes. Compilation d'expériences personnelles sur une longue durée.
- Beobachtungen über das Erfrieren vieler Gewächse in kalten Wintern; nebst Erörterung der Mittel, durch welche Frostschaden möglichst verhütet werden kann, 1872 – Observations sur la réaction de nombreuses plantes au cours d'hivers particulièrement froids, etc.
- Illustrirtes Handbuch der Obstkunde (with Eduard Lucas and Friedrich Jahn; 8 volumes 1859–75) – Manuel illustré de pomologie.
- Deutschlands beste Obstsorten; Anleitung zur Kenntnis und Anpflanzung einer, nach strenger Auswahl zusammengestellten Anzahl von Obstsorten, 1881 – meilleurs fruits d'Allemagne; notes et culture[4],[5].